# Joel Embiid
Joel Hans Embiid (Yaundé; 16 de marzo de 1994) es un jugador de baloncesto camerunés, nacionalizado francés y estadounidense, que pertenece a la plantilla de los Philadelphia 76ers. Con 2,13 metros de estatura, juega en la posición de pívot.

## Carrera deportiva

### Inicios
Joel nació en Yaundé, y se crio jugando al fútbol y al voleibol. Su objetivo en un principio era viajar a Francia para ser jugador profesional de voleibol. Empezó a jugar al baloncesto a los 15 años, inspirado por el Hall of Famer nigeriano Hakeem Olajuwon.
Fue descubierto por el jugador Luc Mbah a Moute en un campus de baloncesto que este mismo organizaba en Camerún. Convenció a Embiid para viajar a Estados Unidos a los 16 años para convertirse en jugador profesional.
Se inscribió en el Montverde Academy de Montverde (Florida), pero tras un año se cambió a The Rock School una academia cristiana de Gainesville (Florida) para tener más minutos de juego. En su último año de instituto lideró al equipo consiguiendo 33 victorias en 37 partidos y el campeonato estatal, promediando 13 puntos, 10 rebotes y 2 tapones por partido.

### Universidad

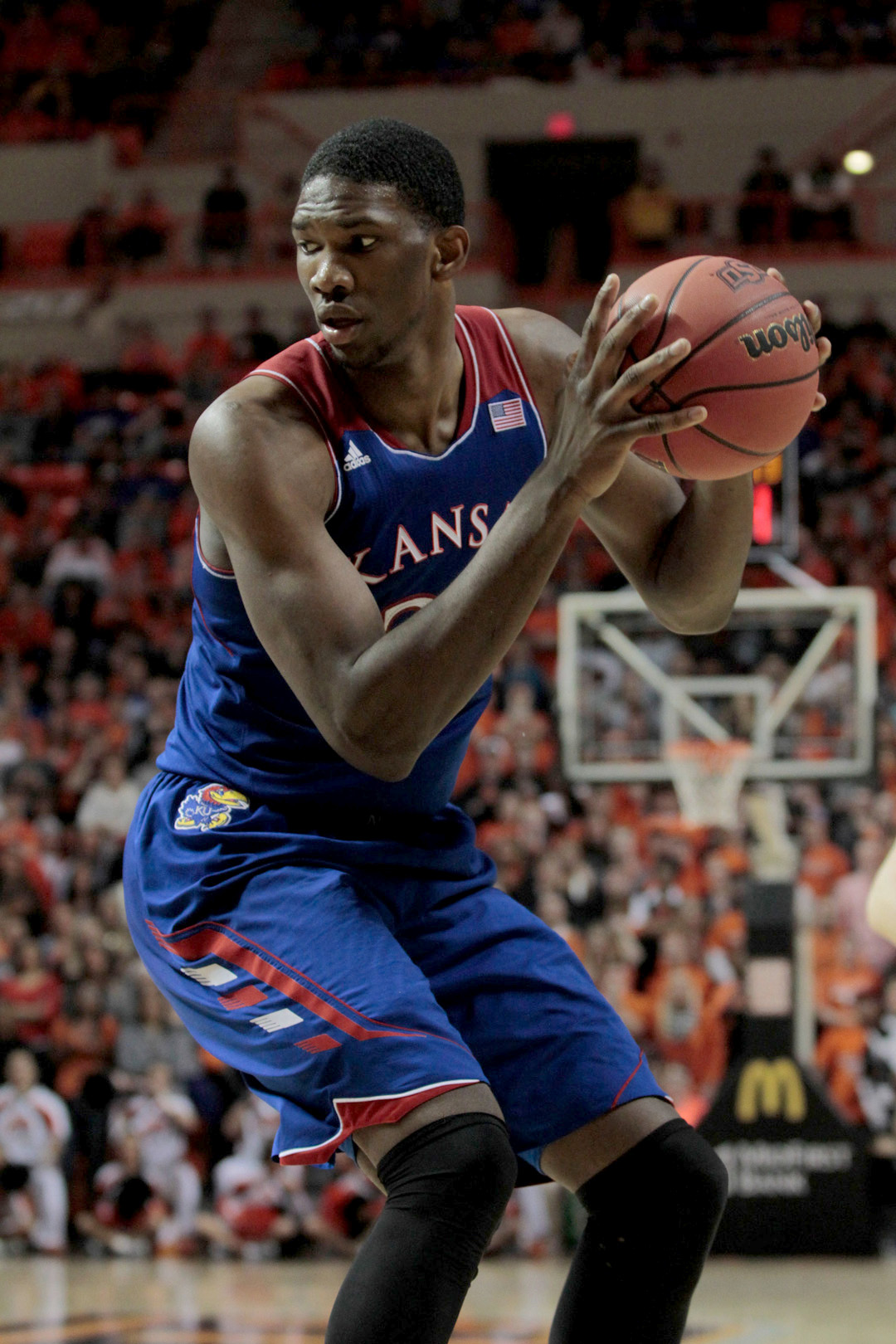
Embiid con Kansas en 2014.

En 2013 decide asistir a la universidad, recibiendo numerosas propuestas y decantándose finalmente por la Universidad de Kansas. Allí tuvo como compañero a Andrew Wiggins. Juega 28 partidos con promedios de 11 puntos, 8 rebotes y casi 3 tapones por partido en 23 minutos de juego. El 11 de marzo de 2014 se anuncia que Embiid se perderá el primer fin de semana del torneo de la NCAA debido a una lesión de espalda. Kansas es eliminada en la tercera ronda, antes de que Embiid pueda regresar.
El 9 de abril de 2014, tras solo un año en la universidad, se declara elegible para el draft de la NBA. El 20 de junio, en una sesión de entrenamiento para los Cleveland Cavaliers (que poseían la 1.ª elección en el draft), sufre una fractura por estrés en su pie derecho. Tras ser sometido a una operación quirúrgica se confirma que su baja podría ser hasta de ocho meses.

#### Estadísticas
| Año     | Equipo | PJ | PT | MPP  | %TC  | %3P  | %TL  | RPP | APP | ROB | TPP | PPP  |
| ------- | ------ | -- | -- | ---- | ---- | ---- | ---- | --- | --- | --- | --- | ---- |
| 2013-14 | Kansas | 28 | 20 | 23.1 | .626 | .200 | .685 | 8.1 | 1.4 | .9  | 2.6 | 11.2 |

### NBA

#### Philadelphia 76ers

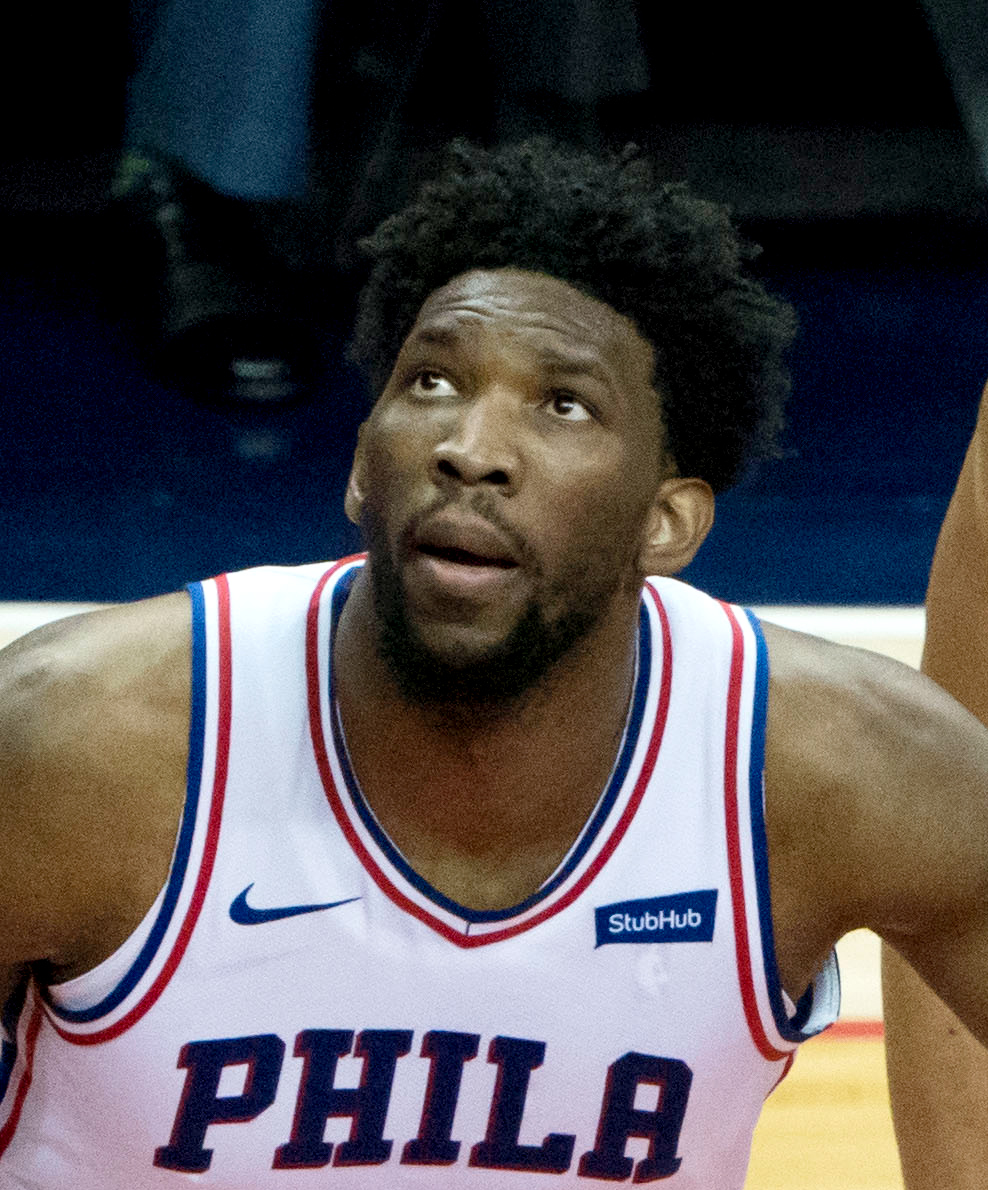
Embiid con Philadelphia en 2018.

Fue elegido en la tercera posición del draft de 2014 por Philadelphia, convirtiéndose en el tercer jugador camerunés en llegar a la NBA tras Ruben Boumtje-Boumtje y su mentor Luc Mbah a Moute. Tras perderse toda la temporada 2014-15, el 13 de junio de 2015 se anunció que Embiid sufrió una recaída en su recuperación de la rotura del hueso navicular, teniendo que someterse a una segunda ronda de cirugías en su pie derecho, perdiéndose consecuentemente la temporada 2015-16.
2016-17
El 4 de octubre de 2016, jugó como titular en el primer partido de pretemporada, consiguiendo 6 puntos, 4 rebotes y 2 tapones en 13 minutos de juego ante los Boston Celtics.
El 26 de octubre debutó en partido oficial en la NBA, saliendo como titular ante Oklahoma City Thunder en el primer partido de temporada regular. En 25 minutos de juego consiguió 20 puntos, 7 rebotes y 2 tapones. El 1 de noviembre consiguió su primer doble-doble al anotar 18 puntos y capturar 10 rebotes ante Orlando. En ese partido fue presentado por primera vez por la megafonía como Joel "The Process" Embiid, apodo que él mismo se otorgó en honor al exgeneral manager de los 76ers Sam Hinkie. Anotó 33 puntos ante Brooklyn Nets el 18 de diciembre. El 25 de enero de 2017 se anunció su presencia en el Rising Stars Challenge de 2017, como miembro del World Team. Pero el 11 de febrero se reveló que sufría una lesión en el menisco, que aunque no requería cirugía, le haría perderse el All-Star Weekend de 2017, y también lo que quedaba de temporada. Finalmente, a finales de marzo, se sometió a una leve artroscopia para reparara el menisco.
Después de 31 partidos de liga regular, en los que estaba promediando 20 puntos, casi 8 rebotes, 2,5 tapones y 2 asistencias por partido, el infortunio se volvió a cruzar en la carrera del jugador camerunés en forma de lesión, con una rotura de menisco en la rodilla izquierda. Hasta la lesión todo hacía presagiar que sería el mejor rookie del año en la NBA, ya que había sido el mejor rookie de los tres primeros meses de competición en la conferencia Este. También llegó a ser el mejor jugador del Este la semana del 16 de enero al 22. Por lo que al término de la temporada, fue incluido en el mejor quinteto de rookies.
2017-18
El 10 de octubre de 2017, firma un contrato de 5 años y $148 millones, pasando de su contrato de novato a una extensión máxima, con la opción de cobrar un adicional de $30 millones, si consiguía estar en los mejores quintetos de la liga o era nombrado MVP.
Ya en su segunda temporada, el 15 de noviembre, anota 46 y captura 15 rebotes, además de repartir 7 asistencias y conseguir 7 tapones ante Los Angeles Lakers. Siendo el primer jugador de la historia que consigue estos números. El 18 de enero de 2018 se conoció su titularidad para el All-Star Game de 2018, la primera de su carrera. El 16 de marzo ante Brooklyn Nets consigue 19 rebotes. El 28 de marzo ante los Knicks, sufre una fractura orbital en el ojo izquierdo. Se sometió a cirugía tres días después, y estuvo fuera de las pistas dos semanas. Debutó en playoffs en el segundo encuentro de primera ronda ante Miami Heat. En el primer encuentro de semifinales de conferencia, ante Boston Celtics, anota 31 puntos y 13 rebotes.
2018-19
En su tercer año, el 24 de octubre de 2018 ante Milwaukee Bucks, anota 30 puntos y 19 rebotes, siendo el primer jugador de la franquicia en conseguir estos números desde Charles Barkley en 1991. El 27 de octubre ante Charlotte Hornets, consigue 27 puntos y 14 rebotes, registrando un doble-doble en los seis primeros encuentros de la temporada. Además se convirtió en el séptimo jugador de la historia en conseguir 2000 puntos, 1000 rebotes y 200 tapones en sus primeros 100 partidos, uniéndose a Tim Duncan, Shaquille O'Neal, Alonzo Mourning, David Robinson, Hakeem Olajuwon y Ralph Sampson. El 1 de noviembre, consigue 41 puntos y 13 rebotes ante Los Angeles Clippers. El 9 de noviembre, anota 42 ante los Hornets. El 14 de noviembre consigue su primer triple-doble, con 19 puntos, 13 rebotes y 10 asistencias, ante Orlando Magic. El 14 de diciembre, anota 40 puntos y 21 rebotes ante Indiana Pacers, siendo el primer jugador de los Sixers que lo consigue desde Barkley el 7 de diciembre de 1990. El 2 de enero de 2019 anota 42 puntos ante Phoenix Suns. El 24 de enero se anunció su segunda titularidad para el All-Star Game de 2019. El febrero fue nombrado jugador del mes de enero de la Conferencia Este de la NBA por primera vez en su carrera. El 17 de marzo anota 40 puntos y 15 rebotes ante los Bucks. El 20 de marzo anota 37 puntos y captura 22 rebotes, máximo de su carrera, ante Boston Celtics. El 4 de abril, consigue otro triple-doble de 34 puntos, 13 rebotes y 13 asistencias ante los Bucks. Uniéndose a Wilt Chamberlain como el único pívot de los Sixers en conseguir múltiples triples-dobles en la misma temporada.
2019-20
Al comienzo de su cuarto año, el 31 de octubre de 2019, fue suspendido con dos partidos tras tener un enfrentamiento con Karl-Anthony Towns en el encuentro ante Minnesota Timberwolves. El 25 de noviembre ante Toronto Raptors, terminó el encuentro con 13 rebotes pero sin anotar, por primera vez en su carrera. El 23 de enero de 2020 se anunció su tercera titularidad para el All-Star Game de 2020. El 20 de febrero ante Brooklyn Nets, anota 39 puntos y captura 16 rebotes. Cuatro días más tarde ante Atlanta Hawks consigue la anotación más alta de su carrera con 49 puntos. El 1 de agosto, ante Indiana Pacers consigue 41 puntos y 21 rebotes.
2020-21
Durante su quinta temporada en Philadelphia, el 2 de febrero de 2021, fue nombrado jugador del mes de enero de la Conferencia Este, por segunda vez en su carrera. Dos semanas más tarde, se confirmó que sería titular en el All-Star Game. El 20 de febrero de 2021, consiguió anotar 50 puntos frente a los Chicago Bulls, siendo el récord anotador de su carrera. Además, capturó 17 rebotes, siendo el primer jugador de los Sixers en lograr algo así desde Moses Malone en 1984. A mediados de abril, encadenó tres encuentros con más de 35 puntos por partido, siendo el primer Sixer en conseguirlo desde Allen Iverson en 2006. El 8 de junio, alcanza su récord personal en playoffs, al anotar 40 puntos y 13 rebotes ante Atlanta Hawks en semifinales de conferencia.
2021-22

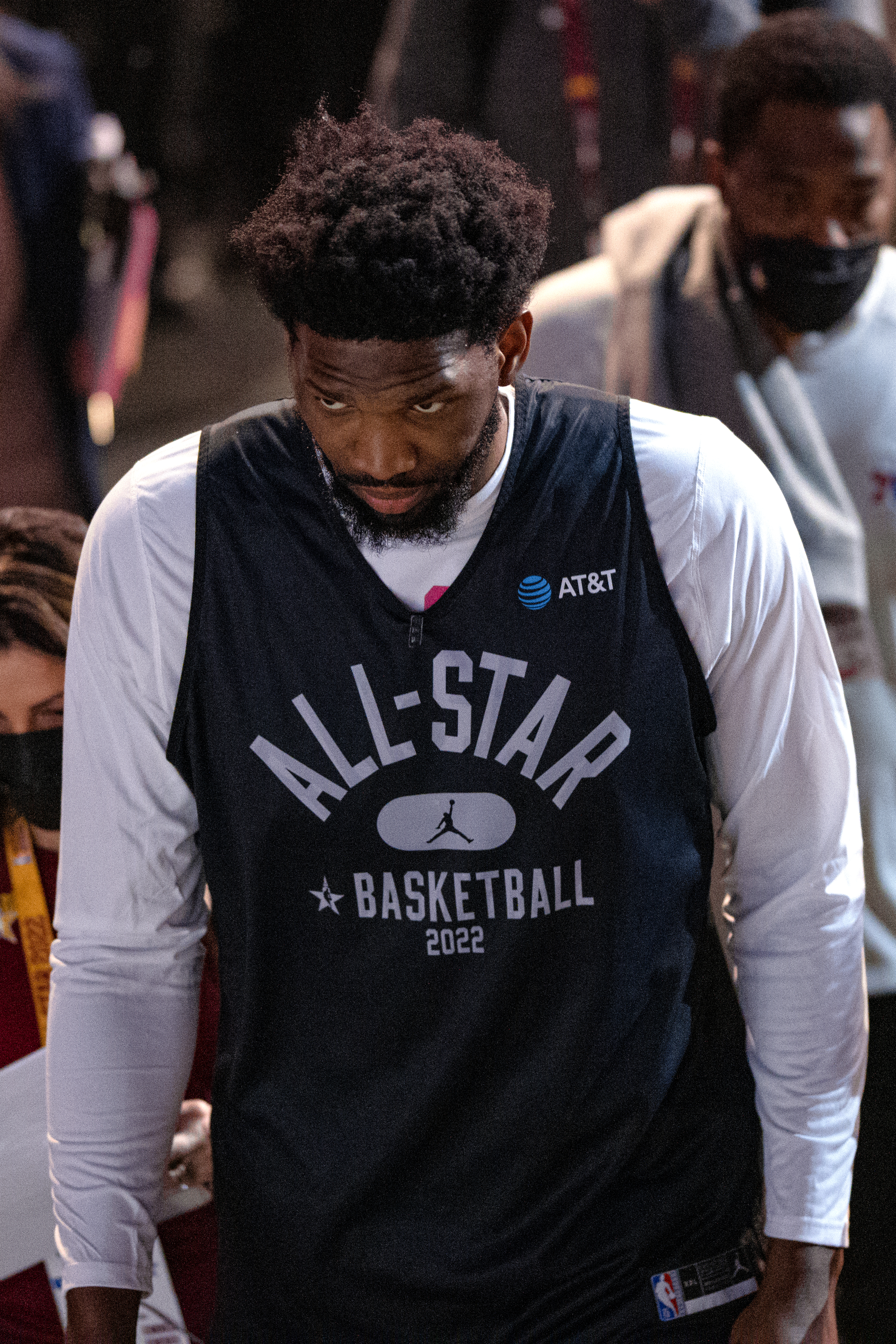
Embiid en el All-Star Game de la NBA 2022.

El 16 de agosto de 2021, acuerda una extensión de contrato con los Sixers por $196 millones y 4 años.
Durante su sexta temporada en Philadelphia, fue nombrado jugador del mes de diciembre de la Conferencia Este y entre diciembre de 2021 y enero de 2022, logró encadenar 8 encuentros de más de 30 puntos, igualando el récord de la franquicia de más partidos consecutivos de más de 30 puntos, que también poseen Wilt Chamberlain y Allen Iverson. El 19 de enero ante Orlando Magic anota 50 puntos y captura 12 rebotes en tan solo 27 minutos. En ese tramo de mediados de enero encadenó cinco encuentros con más puntos que minutos: Contra Washington fueron 32 en 29, ante Orlando fueron 50 en 27, frente a los Clippers 40 en 36, ante San Antonio 38 en 32 y frente New Orleans 42 en 33. El 27 de enero se anuncia su titularidad en el All-Star Game de la NBA 2022, siendo la quinta participación de su carrera. Fue nombrado, jugador del mes de enero de la Conferencia Este, por segundo mes consecutivo. El 6 de febrero, ante Chicago Bulls, anota 40 puntos y 10 rebotes. El 12 de febrero ante Cleveland Cavaliers, registra un triple-doble de 40 puntos, 14 rebotes y 10 asistencias. El 7 de marzo ante Chicago Bulls consigue 43 puntos y 14 rebotes. El 3 de abril ante Cleveland Cavaliers registra 44 puntos, 17 rebotes y 5 tapones. El 5 de abril ante Indiana Pacers anota 45 puntos y captura 13 rebotes. El 9 de abril ante Indiana Pacers anota 41 puntos y captura 20 rebotes. Al término de la temporada regular, finalizó como el máximo anotador de la temporada (30,6), siendo el primer jugador no estadounidense en lograrlo y el primer pívot que lo consigue desde Shaquille O'Neal en el año 2000. Ya en postemporada, durante el sexto encuentro de primera ronda ante Toronto Raptors sufrió un choque con Pascal Siakam que le provocó una fractura orbital que le mantuvo fuera varios partidos. También se conoció que sufría una fisura en el dedo pulgar, pero que decidió operarse al término de la temporada, el 31 de mayo.
2022-23
Al comienzo de su séptima temporada en Philadelphia, el 12 de noviembre de 2022 ante Atlanta Hawks, anota 42 puntos. Al día siguiente, ante Utah Jazz registra 59 puntos, 11 rebotes, 8 asistencias y 7 tapones, siendo el primer jugador en la historia en realizar un 50-10-5-5, y el primero en conseguir 55 puntos y 5 tapones. El 11 de diciembre ante Charlotte Hornets consigue 53 puntos y 12 rebotes. El 23 de diciembre ante Los Angeles Clippers anota 44 puntos. El 27 de diciembre ante Washington  Wizards anota 48 puntos. El 2 de enero de 2023 anota 42 puntos y captura 11 rebotes ante New Orleans Pelicans. Fue nombrado jugador del mes de diciembre de la conferencia Este. El 17 de enero ante Los Angeles Clippers anota 41 puntos. El 28 de enero anota 47 puntos ante Denver Nuggets. Fue nombrado jugador del mes de enero de la conferencia Este, y ese mismo día, el 2 de febrero, se anunció su participación en el All-Star Game de Salt Lake City, siendo la sexta nominación de su carrera. El 25 de febrero ante Boston Celtics anota 41 puntos y captura 12 rebotes. El 6 de marzo anota 42 puntos ante Indiana Pacers. El 24 de marzo consigue 46 puntos ante Golden State Warriors. El 4 de abril alcanza los 52 puntos y 13 rebotes ante Boston Celtics. Al término de la temporada regular, finalizó por segundo año consecutivo, como máximo anotador de la temporada (33,1), siendo el primer pívot que lo repite desde Bob McAdoo en 1976. Además fue nombrado jugador del mes de marzo-abril de la conferencia Este. Al término de la temporada regular fue nombrado MVP de la Temporada e incluido en el mejor quinteto de la NBA. Él y su equipo cayeron en las semifinales de la Conferencia Este ante los Boston Celtics en el séptimo partido. Su actuación en los playoffs dejó un dato: registró el peor déficit de promedio de puntos entre temporada regular y playoffs de un MVP con un descenso de -9,4 puntos. El peor registro anterior estaba en posesión de Moses Malone con -7,1 y data de 1982.
2023-24
Al comienzo de su octavo año en Philadelphia, el 6 de noviembre de 2023 ante Washington Wizards, consigue un doble-doble de 48 puntos y 11 rebotes. El 6 de diciembre anota 50 puntos y captura 13 rebotes ante Washington Wizards. El 13 de diciembre anota 41 puntos ante Detroit Pistons. El 16 de diciembre consigue 42 puntos y 15 rebotes ante Charlotte Hornets. El 18 de diciembre ante Chicago Bulls anota 40 puntos y captura 14 rebotes. El 20 de diciembre anota 51 puntos ante Minnesota Timberwolves. El 15 de enero de 2024 anota 41 puntos ante Houston Rockets. Al día siguiente otros 41 ante Denver Nuggets. El 22 de enero ante San Antonio Spurs anota 70 puntos, récord personal y récord de la franquicia al superar los 68 puntos de Wilt Chamberlain, y además se convierte en el noveno jugador de toda la historia en alcanzar esta cifra. El 25 de enero fue elegido como titular para el All-Star Game, siendo la séptima elección de su carrera. El 5 de febrero la franquicia anunció que se sometería a cirugía para reparar el menisco de la rodilla izquierda, perdiéndose lo que restaba de temporada regular. Ya en postemporada, el 25 de abril en el tercer encuentro de primera ronda ante New York Knicks, anotó 50 puntos, su récord personal en playoffs.
2024-25
En septiembre de 2024 acuerda una extensión de contrato con los Sixers por tres años y $193 millones, por lo que sería el cuarto con más ganancias en la historia de la NBA, tras LeBron James, Stephen Curry y Paul George. Al comienzo de su novena temporada con los 76ers sufre una lesión de rodilla y se pierde los primeros encuentros del curso. El 5 de noviembre es suspendido con tres encuentros por la NBA por empujar a un periodista deportivo unos días antes. El 21 de noviembre de 2024, se informó de que en una reunión de una hora en la que participaron jugadores y entrenadores, Tyrese Maxey pidió explicaciones a Embiid por llegar tarde a las actividades del equipo. Maxey dijo que la impuntualidad de Embiid afecta a todos, desde los entrenadores hasta los jugadores. A finales de febrero de 2025 se anunció que sería baja para el resto de la temporada por problemas en la rodilla izquierda, habiendo disputado únicamente 19 encuentros esa temporada.

### Selección nacional
Embiid puede ser seleccionado para competir internacionalmente con la selección nacional de Camerún. El 7 de febrero de 2017, fue llamado para participar en la ronda preliminar del AfroBasket 2017 en la República del Congo, que se disputaría en marzo, durante la temporada regular de la NBA. El también camerunés y jugador de la NBA, Luc Mbah a Moute, expresó su opinión al respecto diciento:

"It would be great for our team, our country and Joel"
"Sería genial para nuestro equipo, nuestro país y para Joel"

Pero finalmente Embiid no participó en el torneo.
En 2022, comenzó el proceso legal para obtener la nacionalidad francesa, la cual le permitiría jugar con la selección de Francia, y que le fue concedida en julio de 2022.
Desde septiembre de 2022 también posee la nacionalidad estadounidense.
En octubre de 2023 se comprometió con Estados Unidos para jugar los Juegos Olímpicos de  París 2024.

Entre julio y agosto de 2024 fue parte de la selección absoluta de Estados Unidos, que disputó los Juegos Olímpicos de París, y que ganó el oro, tras vencer la final ante Francia.

## Estadísticas de su carrera en la NBA

### Temporada regular
| Año      | Equipo       | PJ  | PT  | MPP  | %TC  | %3P  | %TL  | RPP  | APP | ROB | TPP | PPP  |
| -------- | ------------ | --- | --- | ---- | ---- | ---- | ---- | ---- | --- | --- | --- | ---- |
| 2016-17  | Philadelphia | 31  | 31  | 25.4 | .466 | .367 | .783 | 7.8  | 2.1 | .9  | 2.5 | 20.2 |
| 2017-18  | Philadelphia | 63  | 63  | 30.3 | .483 | .308 | .769 | 11.0 | 3.2 | .6  | 1.8 | 22.9 |
| 2018-19  | Philadelphia | 64  | 64  | 3.7  | .484 | .300 | .804 | 13.6 | 3.7 | .7  | 1.9 | 27.5 |
| 2019-20  | Philadelphia | 51  | 51  | 29.5 | .477 | .331 | .807 | 11.6 | 3.0 | .9  | 1.3 | 23.0 |
| 2020-21  | Philadelphia | 51  | 51  | 31.1 | .513 | .377 | .859 | 10.6 | 2.8 | 1.0 | 1.4 | 28.5 |
| 2021-22  | Philadelphia | 68  | 68  | 33.8 | .499 | .371 | .814 | 11.7 | 4.2 | 1.1 | 1.5 | 30.6 |
| 2022-23  | Philadelphia | 66  | 66  | 34.6 | .548 | .330 | .857 | 10.2 | 4.2 | 1.0 | 1.7 | 33.1 |
| 2023-24  | Philadelphia | 39  | 39  | 33.6 | .529 | .388 | .883 | 11.0 | 5.6 | 1.2 | 1.7 | 34.7 |
| 2024-25  | Philadelphia | 19  | 19  | 30.2 | .444 | .299 | .882 | 8.2  | 4.5 | .7  | .9  | 23.8 |
| Total    | Total        | 452 | 452 | 31.9 | .501 | .339 | .828 | 11.0 | 3.7 | .9  | 1.6 | 27.7 |
| All-Star | All-Star     | 5   | 5   | 26.1 | .623 | .440 | .750 | 9.4  | 1.2 | .6  | .8  | 23.8 |

### Playoffs
| Año   | Equipo       | PJ | PT | MPP  | %TC  | %3P  | %TL  | RPP  | APP | ROB | TPP | PPP  |
| ----- | ------------ | -- | -- | ---- | ---- | ---- | ---- | ---- | --- | --- | --- | ---- |
| 2018  | Philadelphia | 8  | 8  | 34.8 | .435 | .276 | .705 | 12.6 | 3.0 | .9  | 1.9 | 21.4 |
| 2019  | Philadelphia | 11 | 11 | 30.4 | .428 | .308 | .822 | 10.5 | 3.4 | .7  | 2.3 | 20.2 |
| 2020  | Philadelphia | 4  | 4  | 36.2 | .459 | .250 | .814 | 12.3 | 1.3 | 1.5 | 1.3 | 30.0 |
| 2021  | Philadelphia | 11 | 11 | 32.5 | .513 | .390 | .835 | 10.5 | 3.4 | 1.0 | 1.5 | 28.1 |
| 2022  | Philadelphia | 10 | 10 | 38.5 | .484 | .212 | .820 | 10.7 | 2.1 | .4  | .8  | 23.8 |
| 2023  | Philadelphia | 9  | 9  | 37.4 | .431 | .179 | .905 | 9.8  | 2.7 | .7  | 2.8 | 23.7 |
| 2024  | Philadelphia | 6  | 6  | 41.4 | .444 | .333 | .859 | 10.8 | 5.7 | 1.2 | 1.5 | 33.0 |
| Total | Total        | 59 | 59 | 35.3 | .459 | .289 | .828 | 10.9 | 3.1 | .8  | 1.7 | 24.9 |

## Vida personal
Joel es hijo del militar Thomas Embiid y su esposa Christine.
Tiene una hermana menor llamada Muriel. Su hermano Arthur, 7 años menor que él, falleció el 16 de octubre de 2014 en Camerún en un accidente de tráfico.
Desde 2018, tiene una relación sentimental con la modelo brasileña Anne de Paula. En septiembre de 2020, tuvieron a su primer hijo, Arthur Elijah, llamado así en honor a su hermano fallecido. Se casaron, el sábado 22 de julio de 2023 en Southampton (Nueva York).
Embiid es conocido por su personalidad juguetona y su presencia en las redes sociales, especialmente por su troleo.
Joel es abstemio.